# 朗普 (德龙省)
朗普（法語：Lemps）是法国德龙省的一个市镇，属于尼永区（Nyons）雷米扎县（Rémuzat）。该市镇总面积16.04平方公里，2009年时的人口为43人。

## 人口
朗普人口变化图示